# Phyllomedusa perinesos
Phyllomedusa perinesos là một loài ếch thuộc họ Nhái bén.
Loài này có ở Colombia và Ecuador.
Môi trường sống tự nhiên của chúng là vùng núi ẩm nhiệt đới hoặc cận nhiệt đới, đầm nước ngọt, và đầm nước ngọt có nước theo mùa.
Chúng hiện đang bị đe dọa vì mất môi trường sống.